# Molly Quinn
Molly Caitlyn Quinn (Texarkana, 8 de outubro de 1993) é uma atriz americana conhecida por seu papel ''Alexis Castle'' em Castle. Seus trabalhos incluem teatro, cinema e televisão.

## Vida e carreira
Quinn possui origem irlandesa e nasceu em Texarkana, Texas. Ela começou a carreira tendo aulas semanais de atuação com o diretor e produtor aposentado Martin Beck após ter atuado em uma peça de The Nutcracker aos seis anos de idade, na comunidade dela. Ela, na sexta série, fez um teste para o Young Actors Studio atuando para a diretora do programa, Linda Seto, assim como para representantes da agência de talentos Osbrink Talent Agency. Após seis meses de treinamento intensivo de atuação, Quinn assinou um contrato com a Osbrink agency. Depois ela assinou um contrato com a Management 360.
Ela conseguiu o papel de Alexis Castle, filha do protagonista Rick Castle, na série Castle em 2009. Quinn, em 2010, interpretou a antagonista Jen no filme Avalon High, e ela estrela o filme de 2013 Hansel & Gretel Get Baked como Gretel.

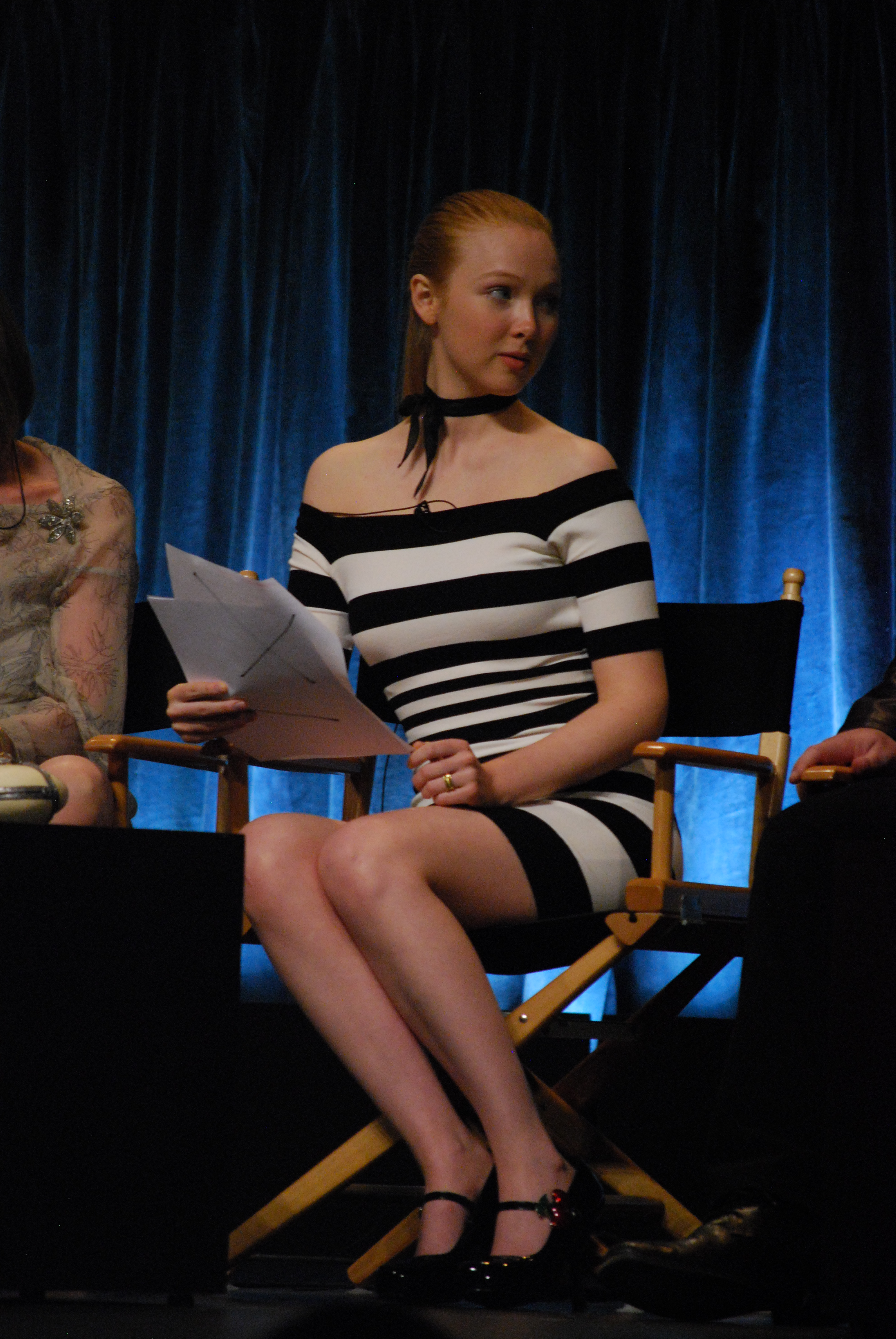

## Filmografia

### Filmes
- Walk Hard: The Dewey Cox Story (2007), Garota Adolescente[5]
- My One and Only (2009), Paula[5]
- A Christmas Carol (2009), Belinda Cratchit[5]
- Avalon High (2010), Jen[5]
- Hansel & Gretel Get Baked (2013), Gretel
- Superman: Unbound (2013), Kara/Supergirl (voz)[6]
- We're the Millers (2013), Melissa Fitzgerald

### Televisão
- Castle (2009–2016), Alexis Castle[5]
- Ben 10: Ultimate Alien (2011), Eunice (dublagem, episódios "The Transmogrification of Eunice" e "Simian Says")
- Winx Club (2011–2014), Bloom (dublagem)[4][7]

### Outros trabalhos
- The 3rd Birthday (2011), Eve Brea – video game[8]
- City of Fallen Angels (2011), Narradora – versão audiolivro[9]